# Поетична енциклопедія «Герої Майдану»
Поетична енциклопедія «Герої Майдану», том I — алфавітно впорядковане видання, укомплектоване збірками віршів по регіонах України, де проживали полеглі патріоти. Містить поетичні присвячення кожному Герою Небесної Сотні — Герою України, удостоєному ордена «Золота Зірка» та ордена Героя Небесної Сотні.
Авторка і упорядниця збірки —  Федишин Оксана Василівна .

## Історія створення поетичної енциклопедії
Оксана Федишин, кураторка авторського проекту «Дзвони серця. Вірші — кожному з Героїв Небесної Сотні», оголосила на Першому українському порталі поезії stihi.in.ua про відбір віршів, присвячений кожному герою Небесної Сотні. На заклик відгукнулися автори віршів з різних куточків України. Кожному поетичному твору передувала довга пошукова праця, зустріч з сім'ями Героїв та збір матеріалів… 
«Правдива жива історія виливалася ліричними фарбами на палітри авторських сердець — і в їхніх віршах воскресали герої, щоб продовжити розпочату справу, щоб у вільній процвітаючій Україні разом з нами жити»
Володимир Леонович Комар, доктор історичних наук, професор
Над проектом також працювали цілий рік критики та коректори порталу, після чого всі вірші були упорядковані в єдину книжку.

## Враження та відгуки
Оксана Федишин, кураторка проекту:
| Скільки творчих людей України відгукнулося взчяти участь у проекті „Дзвони серця. Небесна сотня“, щоб присвятити вірш кожному Герою Небесної сотні. І кожен автор починав свої рядки словами: „Вивчаю історію героя — і плачу. Вибачте, трохи пізніше напишу: слів не бачу із-за сліз…“. Які красиві… і дорогоцінні ваші сльози, мої дорогі. І які дзвінкі, правдиві і непідкупні дзвони кожного творчого серця — дзвони пам'яті, любові і тепла. Гріє думка про те, що ми — єдина дружна сім'я. У наших серцях живуть герої: діти, батьки, брати, сестри. Де ще в світі є такий дружний народ і безмірно дорога мальовнича Україна? |
Володимир Леонович Комар, доктор історичних наук, професор:
| Кожен вірш передає героїчний непохитний дух Майдану, на фоні якого спливає образ чистого, миролюбного, беззбройного, дружелюбного патріота, якого не зупиняє свист куль, щоб рятувати сподвижника волі; образ пораненого героя, який стікає кров'ю, та не покидає Майдан; образ незламного мученика, який не зраджує Україну. Національна свідомість, патріотизм, жива мораль — виховний ідеал книжки. |
Рустем і Людмила Аблаєви, адміністратори українського поетичного порталу:
| В даній збірці перед читачем постане КОЖЕН ГЕРОЙ з НЕБЕСНОЇ СОТНІ, з яким пройде автор його життєвий шлях: радітиме, сумуватиме і оплакуватиме цю важку втрату. Ліричні сльози даватимуть нове життя героям. Невинна кров, пролита на нашій землі, взиває до небайдужих сердець, до наших умів: вони померли, щоб ви жили; вони терпіли, щоб ви втішалися; перед ними погасло сонце життя, щоб сонце правди сіяло над нами. Тому читайте, вивчайте, пропонуйте друзям — і житимуть герої в наших серцях. Вони гідні пам'яті і шани» |
Вітенко Микола Дмитрович, кандидат історичних наук, доцент:
| …бо, як писав наш Іван Франко, незалежність можна здобути в результаті революції, збройної боротьби, але лише „повільною, щоденною, витривалою і одвертою працею здобувається добробут, поступ і щастя, як одиниць, так і цілих народів“. Пам'ятаймо про подвиг героїв Небесної сотні. Світла та вічна пам'ять героям, які віддали життя за Україну! |

## Видання
Поетична енциклопедія «Герої Майдану». — Т. 1 / Упор. О. Федишин — Івано-Франківськ, 2016. — 230 с. [Наклад 1000 примірників], ISBN 978-966-8969-96-6, ISBN 978-966-8969-99-7 (Т.І) 
Книжка видана за сприяння Народного депутата України Шевченка Олександра Леонідовича
Ілюстрації: репродукції картин художника Бончук Романа та світлини музею Небесної Сотні Файл:Музей Небесної Сотні у Івано-Франківську-2.JPG
Тип видання: м'ягка палітурка.
Формат: 60х84/16
Кількість сторінок: 230